# 浜征彦
浜 征彦（はま まさひこ、旧字体：濱 征彦、1938年 - 2018年）は、長野県諏訪市出身の洋画家。二科会長野県支部長。銀座の老舗画廊、｢薔薇画廊｣の専属画家だったため、作品は多くの政財界の応接間等に飾られた。明るく柔らかな色使いと、筆遣いが特徴。題材はフランス.イタリア.故郷の諏訪等の風景画が多く、薔薇の花と共に描かれた裸婦画は希少。晩年の作品はデフォルメされた道化師等の作風。美術名典、号125,000円

## 経歴
この節の出典:
- 1958年 上京して東京YMCAの夜学部で学ぶ
- 1960年 二科展に初出品
- 1965年 ｢伊邪邦岐（イザナギ）・伊邪邦美（イザナミ）｣が二科展で初入選以来毎年入選
- 1968年 初渡仏
- 1970年 ｢パリの新聞売り｣で二科展50周年記念賞を受賞
- 1971年 ｢教会の結婚式｣で二科展特選を受賞、 銀座薔薇画廊にスカウトされ、薔薇画廊専属となる
- 1972年 ｢歩行者天国｣で二科展パリ賞を受賞、副賞として5年間のパリ留学の権利を与えられる。
- 1974年薔薇画廊、浜征彦・パリの詩と心展
- 1975年薔薇画廊、浜征彦・パリからの便り展
- 1976年 留学中、フランス・サロン・ドートンヌ賞受賞[注釈 1]月間美術1976年4月号招待ギャラリー / 赤松克巳 ; 川村勇 ; 早川義孝 ; 浜征彦 ; 小林丙 ; 金子文雄
- 薔薇画廊、浜征彦・パリからの便り展
- 1977年 帰国、以後渡仏は数十回に及ぶ
- 1978年二科会会友に推挙される、以後二科展に無審査出品、銀座薔薇画廊や新宿伊勢丹デパートにて個展、以後継続的に開催
- 1979年薔薇画廊・浜征彦展・ベニスの詩
- 1983年薔薇画廊、浜征彦・新作展
- 1986年 でフランス・ル・サロン展〈フランス芸術家協会〉（旧サロン・ド・パリ）[注釈 2]入選、週刊ポスト誌に｢将来の日本画壇を担う5人の若き画家｣に掲載される[注釈 3]
- 1988年 一枚の繪第１7回、現代洋画精鋭選抜展に出品、｢銀座カンチュラタン（カルチェ・ラタン）｣で銀賞受賞[注釈 4]
- 1990年 二科展、二科会会友賞受賞、二科会長野県支部長就任、諏訪 まるみつ百貨店みやこ美術[注釈 5]を始め、各地で個展を開催。同年6月、濤崎忍が川崎製鉄の社長就任祝いの引き出物に浜の水彩画が採用され、当時の内閣総理大臣の海部俊樹や金融界、生保会社等に百枚以上贈られた。
- 2018年 諏訪市で没する。享年80。
- 2019年１月、茅野駅内ベルビア[4]内みやこ美術で追悼展開催。

## 主な作品収蔵先
この節の出典: 
- 諏訪中央病院待合所
- 三菱銀行本店 応接室にパリ賞受賞の「歩行者天国｣
- 諏訪市美術館